# Christine Scheyer
Christine „Christl“ Scheyer (* 18. Juli 1994 in Hohenems, Vorarlberg) ist eine ehemalige österreichische Skirennläuferin. Sie gehörte seit 2018 dem A-Kader des Österreichischen Skiverbandes an und startete vor allem in den schnellen Disziplinen Abfahrt und Super-G, konnte aber auch in der Kombination Weltcuppunkte erzielen.

## Biografie

### Kindheit und Jugend
Christine Scheyer stammt aus Götzis in Vorarlberg und startet für den Wintersportverein Koblach. Auf Skiern stand sie das erste Mal im Alter von zweieinhalb Jahren. Scheyer maturierte am Sportgymnasium Dornbirn gemeinsam mit Snowboarder Alessandro Hämmerle.
2013 gewann sie in Kapstadt mit der Götzner Akrobatikgruppe Zurcaroh den Weltmeistertitel im Gruppenturnen.
2011 nahm Scheyer am Europäischen Olympischen Winter-Jugendfestival in Liberec teil und belegte Rang fünf im Riesenslalom. Im Winter 2013 gewann sie sieben FIS-Rennen und feierte ihr Debüt im Europacup, ehe sie sich im Sommer in Neuseeland einen Kreuzband- und Meniskusriss im rechten Knie zuzog. Nur eineinhalb Jahre später erlitt sie im Jänner 2015 dieselbe Verletzung im linken Knie. Sie kämpfte sich erfolgreich zurück und fokussierte sich auf die schnellen Disziplinen. In der Saison 2015/16 belegte sie mit dritten Rängen im Super-G von Davos und der Abfahrt von Saalbach erstmals Podestplätze in Europacuprennen.

### Weltcup
Ihr Weltcup-Debüt gab Scheyer am 12. Dezember 2014 im Riesenslalom von Åre kurz vor ihrer zweiten schweren Verletzung. Am 28. Februar 2016 gewann sie in der Kombination von Soldeu mit Rang 23 erstmals Weltcuppunkte. In die Weltcupsaison 2016/17 startete sie stark mit den Rängen 18 und 23 in den Abfahrten und einem 15. Platz im Super-G von Lake Louise. In der Abfahrt von Val-d’Isère schaffte sie als Neunte ihr erstes Top-10-Resultat, nachdem sie bereits in der Kombination am Vortag mit Rang elf überzeugt hatte. Am 15. Jänner 2017 gewann sie überraschend die Abfahrt in Zauchensee vor Tina Weirather. Sie sorgte damit für den ersten Weltcupsieg einer Vorarlbergerin seit Anita Wachter gut 17 Jahre zuvor.
Bei den Weltmeisterschaften 2017 in St. Moritz verzeichnete sie drei Starts und belegte die Ränge sechs, 13 und 15 in Abfahrt, Kombination und Super-G. In der folgenden Saison konnte sie nicht an diese Ergebnisse anknüpfen und wurde nicht für die Olympischen Spiele in Pyeongchang nominiert. Im ersten Rennen nach den Spielen, dem Super-G von Crans-Montana, gab sie mit Rang sechs, ihrem besten Ergebnis in dieser Disziplin, ein Lebenszeichen von sich. Bei den österreichischen Meisterschaften in Saalbach-Hinterglemm am 20. März 2018 gewann sie den Abfahrtsbewerb.
Im Dezember 2018 zog sich Scheyer bei einem Sturz im Super-G von Lake Louise einen Kreuzband- und Innenmeniskusriss im rechten Knie sowie eine Impressionsfraktur des Oberschenkels zu.

Im Februar 2020 erklärte die damals 25-Jährige die laufende Saison nach Problemen mit ihrer Knieverletzung für beendet.
Im Herbst 2022 zog sich die Vorarlbergerin während eines Trainings in Copper Mountain eine Verletzung zu und sie musste nach einer konservativen Behandlung dann im Jänner 2023 an ihrer rechten Schulter operiert werden. Im Jänner 2024 belegte die 29-Jährige in Altenmarkt-Zauchensee im Super-G den 18. Rang.
Im Jahr 2023 konnte Scheyer ihr Studium der Wirtschaftswissenschaften erfolgreich beenden. Am 23. März 2024 gab sie ihr Karriereende bekannt.

## Erfolge

### Olympische Spiele
- Peking 2022: 6. Kombination

### Weltmeisterschaften
- St. Moritz 2017: 6. Abfahrt, 13. Kombination, 15. Super-G
- Cortina d’Ampezzo 2021: 17. Super-G, 19. Abfahrt

### Weltcup
- 2 Podestplätze, davon 1 Sieg:

| Datum           | Ort        | Land       | Disziplin |
| --------------- | ---------- | ---------- | --------- |
| 15. Jänner 2017 | Zauchensee | Österreich | Abfahrt   |

### Weltcupwertungen
| Saison  | Gesamt | Gesamt | Abfahrt | Abfahrt | Super-G | Super-G | Kombination | Kombination |
| Saison  | Platz  | Punkte | Platz   | Punkte  | Platz   | Punkte  | Platz       | Punkte      |
| ------- | ------ | ------ | ------- | ------- | ------- | ------- | ----------- | ----------- |
| 2015/16 | 111.   | 8      | –       | –       | –       | –       | 41.         | 8           |
| 2016/17 | 25.    | 343    | 10.     | 196     | 14.     | 123     | 26.         | 24          |
| 2017/18 | 54.    | 148    | 29.     | 58      | 24.     | 72      | 26.         | 18          |
| 2018/19 | 75.    | 56     | 30.     | 56      | –       | –       | –           | –           |
| 2019/20 | 92.    | 30     | 35.     | 29      | 56.     | 1       | –           | –           |
| 2020/21 | 40.    | 164    | 27.     | 52      | 12.     | 112     | –           | –           |
| 2021/22 | 31.    | 284    | 10.     | 237     | 32.     | 47      | –           | –           |
| 2023/24 | 72.    | 74     | 31.     | 50      | 39.     | 24      | –           | –           |

### Europacup
- Saison 2014/15: 89. Gesamtwertung, 39. Riesenslalomwertung, 70. Slalomwertung
- Saison 2015/16: 20. Gesamtwertung, 4. Kombinationswertung, 9. Super-G-Wertung, 15. Abfahrtswertung, 59. Riesenslalomwertung
- 3 Podestplätze

### Weitere Erfolge
- 1 österreichischer Meistertitel (Abfahrt 2018)
- Sieg bei den Neuseeländischen Meisterschaften im Riesenslalom 2013
- 12 Siege in FIS-Rennen